# Vencedores do Prêmio Brasil Olímpico de 2024
O Prêmio Brasil Olímpico de 2024 foi realizado em 11 de dezembro de 2024. Os vencedores do Troféu Rei Pelé de atleta do ano de 2024 foram o corredor Caio Bonfim e  a ginasta Rebeca Andrade, com os outros indicados sendo no masuclino o taekwondista Edival Pontes e o canoísta Isaquias Queiroz, e no feminino a judoca Beatriz Souza e a canoísta Ana Sátila.

## Vencedores por modalidade
A lista dos melhores de 2024 incluiu atletas de 55 modalidades: